# Idmine
Idmine  (in arabo اضمين‎?) è un centro abitato e comune rurale del Marocco situato nella prefettura di Agadir-Ida ou Tanane, regione di Souss-Massa. Conta una popolazione di 3 179 abitanti (censimento 2014).